# فرنسيس موريس
فرنسيس موريس هو محامي وسياسي كندي، ولد في 5 ديسمبر 1862، وتوفي في 12 فبراير 1947.